# Südamerikaspiele 1986/Teilnehmer (Uruguay)
| Gelbes Symbol für Goldmedaillen mit stilisierten Olympischen Ringen | Graues Symbol für Silbermedaillen mit stilisierten Olympischen Ringen | Braundes Symbol für Bronzemedaillen mit stilisierten Olympischen Ringen |
| ------------------------------------------------------------------- | --------------------------------------------------------------------- | ----------------------------------------------------------------------- |
| 20                                                                  | 18                                                                    | 14                                                                      |

Uruguay nahm an den III. Südamerikaspielen 1986 in Chile mit einer Delegation von 98 Sportlern teil.
Die uruguayischen Sportler gewannen im Verlauf der Spiele insgesamt 52 Medaillen, davon 20 Goldene, 18 Silberne sowie 14 Bronzene.

## Teilnehmer nach Sportarten

### Boxen
- Richard Esponda
- Marcelo Fernández
- Daniel Freitas
- Carlos Vener
- Juan Carlos Montiel
- Rodrigo Benech

### Bowling
- Daniel De Clerck
- Julio Barañano
- Luis Benasús
- Carlos Petriyk

### Fechten
- Máximo Marichal
- Gabriel Albornoz
- Carlos Pellejero
- Eduardo Lazbal
- Manuel Linares
- Gustavo Quartino

### Fußball
- Peter Méndez
- Heber Mourojorge
- Juan C. Barreto
- José Freire
- Richard Rodríguez
- Alvaro Amarilla
- Gerardo Rebajda
- Danilo Baltierra
- Sergio Martínez
- Jorge Perazza
- Tidio Perdomo
- Washington Hernández
- Hugo Guerra
- Rubén Pereira
- Sergio Umpiérrez
- Ivan Irruti
- Marcelo Paolino
- Oscar Ferro

### Gewichtheben
- Alejandro Valentín
- Pablo Gómez
- Carlos Zeni
- Julio Cejas
- Germán Tozdjián
- Fernando Urruty
- Richard Alvarez

### Judo
- Jorge Steffano
- Virginia Giacosa
- Juan Gorriz
- Lilian Núñez
- Gonzalo Pereyra

### Leichtathletik
- Luis Dorrego
- Soledad Acerenza
- Nelson Zamora
- Paola Patrón
- Juan Carlos Silva
- Margarita Martirena
- Graciela Acosta
- Inés Justet
- Claudia Acerenza
- Berenice Da Silva
- María del Carmen Mosegui

### Radsport
- José Asconegui
- Waldemar Domínguez
- Nazario Pedreira
- Sergio Tesitore
- Alcides Etcheverry
- Jorge Mansilla

### Rudern
- Marcos Ifrán
- Fernando Machín
- Harris González
- Gonzalo Maquiel
- Nelson Pino
- Richard Bercetche
- Hugo Silva
- Freddy Noda
- José Silva
- Gustavo Pica
- Jesús Posse
- Juan Carlos Cardozo

### Schießen
- Luis Méndez
- José Mautone
- Gustavo Cadarso
- Juan Sanguinetti
- Eduardo Pin
- César Fernández
- Fernando Richeri
- Valerio Lorenzo
- Arturo Irachet
- Miguel Estades
- Felipe Trovatto
- Hugo Grossi

### Segeln
- Nicolás Grunwaldt
- Eduardo Thode
- José Milburn
- Miguel Fraschini

### Taekwondo
- Milton Aguerrido

### Tauchen(Sub-Acuáticas (Caza Submarina))
- Fernando Riobo
- Walter Albarracín
- Ricardo Taboh

### Tennis
- Nicolás Zurmendi
- Patricia Miller
- Marcelo Filippini